# Computer idea
Computer idea était un magazine informatique italien publié par Acacia Edizioni et réalisé par Andrea Maselli consacré à l'informatique. Il traitait également du jeu vidéo.